# Vladimir Jur'evič Jurenev
Vladimir Jur'evič Jurenev (1895 – 1959) è stato un regista cinematografico sovietico.

## Filmografia parziale

### Regista
- Vesennij potok (1940)
- Železnyj angel (1942)